# WATA
La technologie WATA,, développée par la Fondation Antenna (Antenna Technologies), fonctionne grâce à un processus simple d’électrolyse qui transforme une solution d’eau salée (eau claire et sel de cuisine) en hypochlorite de sodium d’une concentration d’environ 6 g/l.

## Description
L’hypochlorite de sodium permet d'éradiquer de manière fiable la majorité des micro-organismes pathogènes responsables des maladies hydriques infectieuses et parasitaires présentes dans l’eau. Il permet de traiter l'eau de boisson pour la rendre potable et de garder un taux de chlore résiduel qui offrira une protection contre les contaminations futures. Il peut aussi être utilisé en milieu hospitalier, par exemple comme désinfectant pour des plaies, mais également pour nettoyer des linges, des matériaux ou encore des sols.
En 2020, les appareils WATA existent en quatre tailles et permettent de fabriquer entre 500 ml et 60 litres d'hypochlorite de sodium à 5 g/L par cycle de production de 2 h d’électrolyse. Par exemple, le Maxi-WATA, appareil doté de la plus grande capacité dans la gamme, permet de traiter jusqu’à 1'200’000 litres d’eau. 
La technologie WATA est conçue pour répondre aux besoins en potabilisation et en désinfection des plus pauvres, à la base de la pyramide, dans les pays en développement. La facilité d’utilisation des appareils les rend pratiques et adaptés aux projets humanitaires et de développement. Les utilisateurs disposent donc d’une production autonome d’hypochlorite de sodium sur site à faible coût. Ce mécanisme permet d’impliquer les communautés et favorise l’économie locale. En 2017, cette méthode est utilisée dans une soixantaine de pays à travers le monde.